# Veljko Kadijević
Veljko Kadijević (srb.cr. Вељко Кадијевић; Glavina Donja, 21 novembre 1925 – Mosca, 2 novembre 2014) è stato un generale e politico jugoslavo.

## Biografia
Nato da madre croata e padre serbo, si è sempre dichiarato come jugoslavo.
Kadijević fu Ministro della Difesa della Repubblica Socialista Federale di Jugoslavia dal 1988 al 1992, che lo rende de facto Comandante in Capo dell'Armata Popolare Jugoslava durante la Guerra dei dieci giorni e la fase iniziale della Guerra d'indipendenza croata.
Ricevette lo status di rifugiato nel 2005 ed ebbe la cittadinanza russa il 13 agosto 2008 su decreto del presidente Dmitrij Medvedev. Ha quindi vissuto a Mosca fino alla morte, avvenuta nel 2014 all'età di 88 anni.